# Acalypha lepostachya
Acalypha lepostachya é uma espécie de flor do gênero Acalypha, pertencente à família Euphorbiaceae.